# 15752 Eluard
15752 Eluard este o planetă minoră (asteroid), cu un diametru de 15,42 km, din centura de asteroizi. A fost descoperită pe 30 ianuarie 1992 la Observatorul European Austral de Eric Walter Elst și a fost numită după Paul Éluard. 
Obiectul prezintă o orbită caracterizată de o semiaxă mare de 3,1531036 UAi, o excentricitate de 0,23, o înclinație de 10,85117 ° în raport cu ecliptica.